# 岩崎清隆
岩崎 清隆（いわさき きよたか）は、日本の研究者。専門は作業療法。
1971年上智大学文学部哲学科卒業、1973年同大学院哲学研究科修士課程修了、1985年アメリカのワシントン州にあるピュージェットサウンド大学大学院作業療法学研究科修士課程修了。2006年国際医療福祉大学保健医療学専攻博士課程満期退学。哲学にも精通しており、発達障害作業療法のスペシャリストとして非常に評価が高い。

## 職歴
- 1978年　重症心身障害児施設「希望の家」療育病院
- 1992年　群馬大学医療技術短期大学部作業療法学科助教授
- 1996年　群馬大学医学部保健学科助教授

## 著作リスト
- 作業療法学全書　発達障害
- 重症心身障害
- ADLとその周辺
- 新・感覚統合法の理論と実践

他、論文多数。

## 関連事項
- 日本の作業療法学者